# Lijst van voormalige spoorwegstations in Zuid-Holland

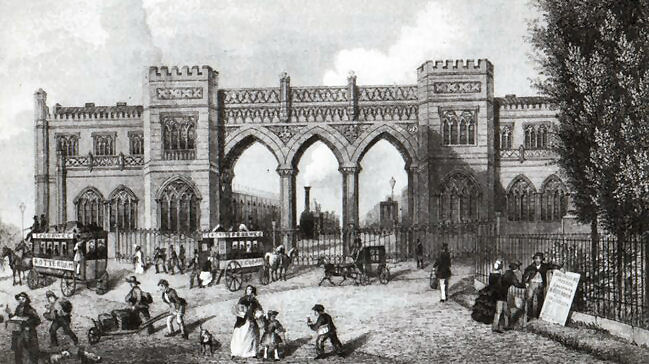
Rotterdam Delftse Poort in 1858.

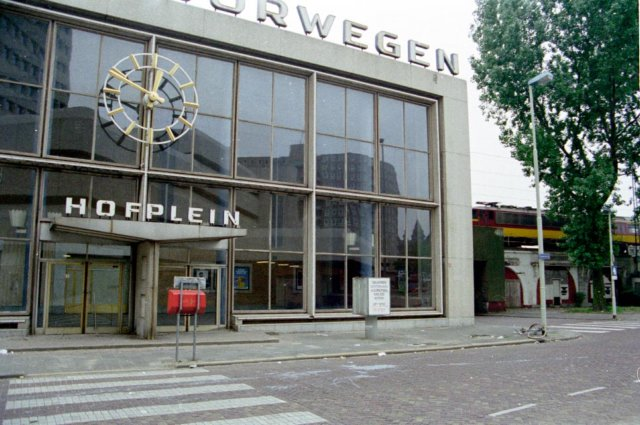
Het in 1956 gebouwde en in 1989 afgebroken Rotterdam Hofplein in 1988.

Dit is een lijst van voormalige spoorwegstations in Zuid-Holland.

## Oude Lijn
- Delft Zuid
- Kethel
- Lisse
- Noordwijkerhout
- Rotterdam Delftse Poort
- Veenenburg
- Warmond

## Rhijnspoorweg
- Den Haag Staatsspoor
- Rotterdam Maas
- Capelle aan den IJssel
- Ouderkerk
- Nieuwerkerk
- Moordrecht
- Zevenhuizen-Moerkapelle

## Haarlemmermeerspoorlijnen
- Ter Aar
- Aarlanderveen
- Gouwsluis
- Leiden Heerensingel
- Nieuwkoop
- Nieuwveen
- Oude Wetering
- Rijpwetering
- Roelofarendsveen

## Hofpleinlijn
- Berkel
- Nootdorp Oost
- Renbaan-Achterweg
- Rotterdam Bergweg
- Rotterdam Kleiweg
- Scheveningen
- Veenweg
- Waalsdorpscheweg
- Wassenaar
- Wittebrug-Pompstation

### Verbouwd voor RandstadRail
Deze voormalige spoorwegstations maken sinds 2006 deel uit van RandstadRail.
- Berkel en Rodenrijs
- Leidschendam-Voorburg
- Pijnacker
- Rotterdam Hofplein (gesloten 17 augustus 2010)
- Rotterdam Wilgenplas (gesloten 12 mei 2010)
- Voorburg 't Loo

## Zoetermeer Stadslijn
Deze voormalige spoorwegstations van de Zoetermeer Stadslijn maken sinds 2006 deel uit van RandstadRail.
- Buytenwegh
- Centrum West
- Delftsewallen
- Dorp
- Driemanspolder
- Leidsewallen
- De Leyens
- Meerzicht
- Palenstein
- Seghwaert
- Stadhuis
- Voorweg

## Hoekse Lijn
Deze voormalige spoorwegstations maken sinds 2019 deel uit van de Rotterdamse metrolijn B.
- Schiedam Nieuwland
- Vlaardingen Oost
- Vlaardingen Centrum
- Vlaardingen West
- Maassluis
- Maassluis West
- Hoek van Holland Haven
- Hoek van Holland Strand (Rotterdamse metro heeft een geheel nieuw station gebouwd)